# 노옥희
노옥희(盧玉姬, 1958년 1월 7일 ~ 2022년 12월 8일)는 대한민국의 교사 출신 노동운동가, 정치인이다. 본관은 광주이며, 김해 출신이다. 제8·9대 울산광역시 교육감이었다. 천창수 울산교육감이 남편이다. 

## 생애
1958년 경상남도 김해군 한림면 금곡리 모정(現 경상남도 김해시 생림면 금곡리 모정마을)에서 태어났다. 김해에서 초등학교를 졸업하고 이후 부산으로 상경했다. 이후 배우자인 천창수를 만나 1989년 1월 결혼했으며, 현재 자녀를 1남 1녀를 두고 있다.
울산에 한 고등학교에서 수학교사로 교사생활을 했으며 이후 민주노동당에 입당하여 정치인으로 활동했다. 2018년 제7회 전국동시지방선거에서 울산광역시교육감으로 당선이 되었으며 2022년 제8회 전국동시지방선거에서 재선에 성공했다.

### 사망
2022년 12월 8일,오후 12시 25분경 울산 남구에 한 식당에서 울산경찰청장 주관 기관장협회의 오찬 모임과 동시에 점심식사 도중 심정지 증세를 보여 쓰러졌고, 이후 급히 정안의료재단 중앙병원으로 이송되어 급히 심폐소생술을 했지만 끝내 2022년 12월 8일 오후 12시 53분, 향년 64세로 사망했다.

### 학력
- 1965.03~1971.02 한림국민학교 졸업
- 1971.03~1974.02 한림중학교 졸업
- 1974.03~1977.02 데레사여자고등학교 졸업
- 1977.03~1979.02 부산대학교 수학과 졸업

### 경력
- 1979.03~1986.10 현대공업고등학교 교사
- 1986.11~1989.05 울산사회선교실천협의회 노동문제상담소 간사
- 1997.01~2000.12 전국교직원노동조합 울산지부 지부장
- 1997.01~2000.12 고교평준화실현 시민연대회의 공동의장
- 1997 국민승리21 울산본부 노동위원장
- 1999.09~2002.08 명덕여자중학교 교사
- 2002.09~2006.03 울산광역시 교육위원
- 2002 학교급식울산연대 공동집행위원장
- 2005 울산장애인교육권연대 자문위원
- 2005 동구 학교운영위원협의회 지도위원
- 2006 울산인권운동연대 이사
- 2006.11~2008.11 민주노동당 울산시당 민생특별위원회 위원장
- 2007 울산교육연구소 자문위원
- 2009.02 더불어숲 작은도서관 대표
- 2010.04~2010.06.16 진보신당 울산시당 위원장
- 2011 노동인권센터 대표
- 2011.12~2012.04 통합진보당 울산시당 공동대표
- 2014.02~2018.02 울산부모교육협동조합 이사장
- 2018.07~2022.06 제8대 울산광역시 교육청 교육감
- 2022.07~2022.12 제9대 울산광역시 교육청 교육감

### 수상
- 1997 울산경제정의실천시민연합 울산 경제정의실천시민연합이 기억하는 시민상
- 1997 전태일기념사업회 전태일 노동상
- 2002 울산여성유권자연맹 우수 교육위원상

### 저서
- 〈이제 다시 시작이다: 나의 삶 운동 정치 그리고 사람들〉 (2011년)

## 전과
- 집회및시위에관한법률위반, 노동쟁의조정법위반: 징역 1년 집행유예 2년 - 1987년 12월 30일 선고, 1988년 12월 21일 특별사면[3]
- 공용물건손상, 특수공무집행방해, 일반교통방해, 폭력행위등처벌에관한법률위반, 집회및시위에관한법률위반: 벌금 200만원 - 2001년 10월 8일 선고[3]
- 집회및시위에관한법률위반, 도로법위반: 벌금 100만원 - 2009년 9월 10일 선고[3]
- 집회및시위에관한법률위반: 벌금 100만원 - 2009년 10월 26일 선고[3]

## 가족 관계
- 동생 노덕현
- 배우자: 천창수 (1958년 ~ )[4]
- 아들: 천진영
- 딸: 천진주
  - 사위: 엄승식
    - 외손녀: 엄예인

## 역대 선거 결과
|  | 25.25% |

|  | 32.32% |

|  | 9.48% |

|  | 35.55% |

|  | 55.03% |